# Avenue du Bel-Air
Ne doit pas être confondu avec Avenue de Bel-Air ou Avenue Bel-Air.
L’avenue du Bel-Air est une voie située dans le 12e arrondissement de Paris.

## Situation et accès
L'avenue du Bel-Air située dans le quartier administratif de quartier de Picpus débute au no 15, avenue de Saint-Mandé et se termine au no 24 bis place de la Nation.

## Origine du nom
L'origine du nom est controversée :
1. Dans son Dictionnaire historique des rues de Paris, Jacques Hillairet indique que l'avenue du Bel-Air porte ce nom parce qu’« elle traversait le hameau du Bel-Air[1] ».
2. Dans son Dictionnaire administratif et historique des rues de Paris et de ses monuments, Félix Lazare indique que l'avenue du Bel-Air porte ce nom parce que « sa position un peu élevée et découverte lui a fait donner le nom qu'elle porte ».
3. Dans son Nouveau dictionnaire historique de Paris, Gustave Pessard écrit « comme elle mène au quartier du Bel-Air ainsi qualifié à cause de sa situation salubre, elle a pris le nom de Bel-Air »[2].

L’avenue du Bel-Air ne doit pas être confondue avec un quasi-homonyme, l’avenue de Bel-Air, appartenant aussi au 12e arrondissement mais située dans le bois de Vincennes, près de Saint-Mandé.

## Historique
Cette avenue était tracée sur le plan de Jaillot, en 1762, mais elle ne portait pas de nom. Une décision ministérielle en date du 23 ventôse an X (14 mars 1802), signée Chaptal, fixe la largeur de la voie à 39 mètres.

## Bâtiments remarquables et lieux de mémoire
- No 17 : pour la construction en 1905 de cet immeuble de rapport, de style Art nouveau, l'architecte Jean Falp choisit le sculpteur Georges Ardouin pour les nombreux ornements de la façade. Outre les nombreux motifs floraux et animaliers, le sculpteur s'est inspiré de la peinture  préraphaélite pour ses visages de femmes aux longs cheveux formant des arabesques. L'encadrement de la porte en bois avec panneau supérieur en verre célèbre l'amour maternel en représentant de nombreuses têtes de femmes et d'enfants. Jean Falp soigna plus particulièrement cet immeuble car il y résida (immeuble inscrit sur la liste des « protections patrimoniales » du 12e arrondissement[4]).

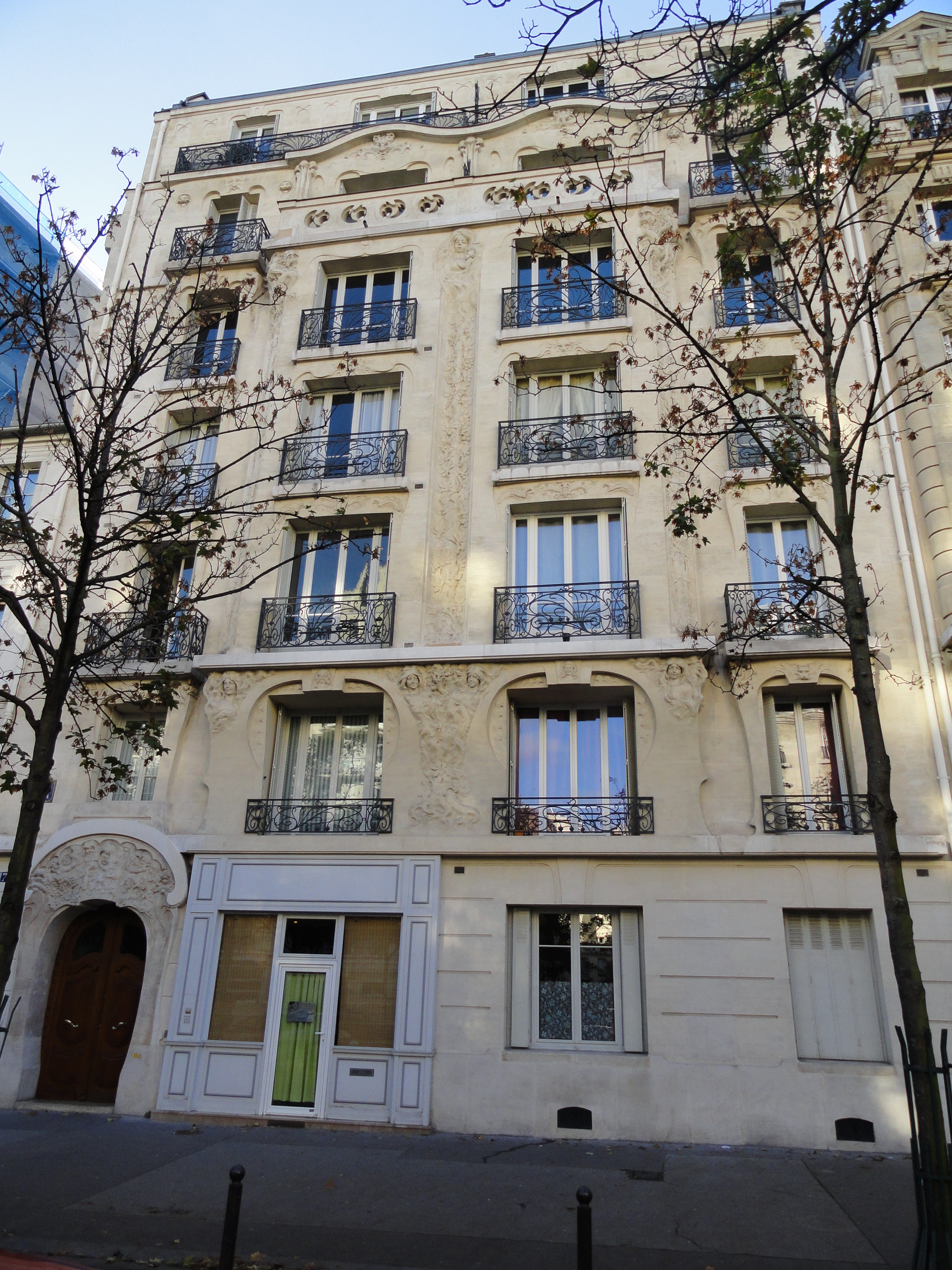
Vue générale de l'immeuble.
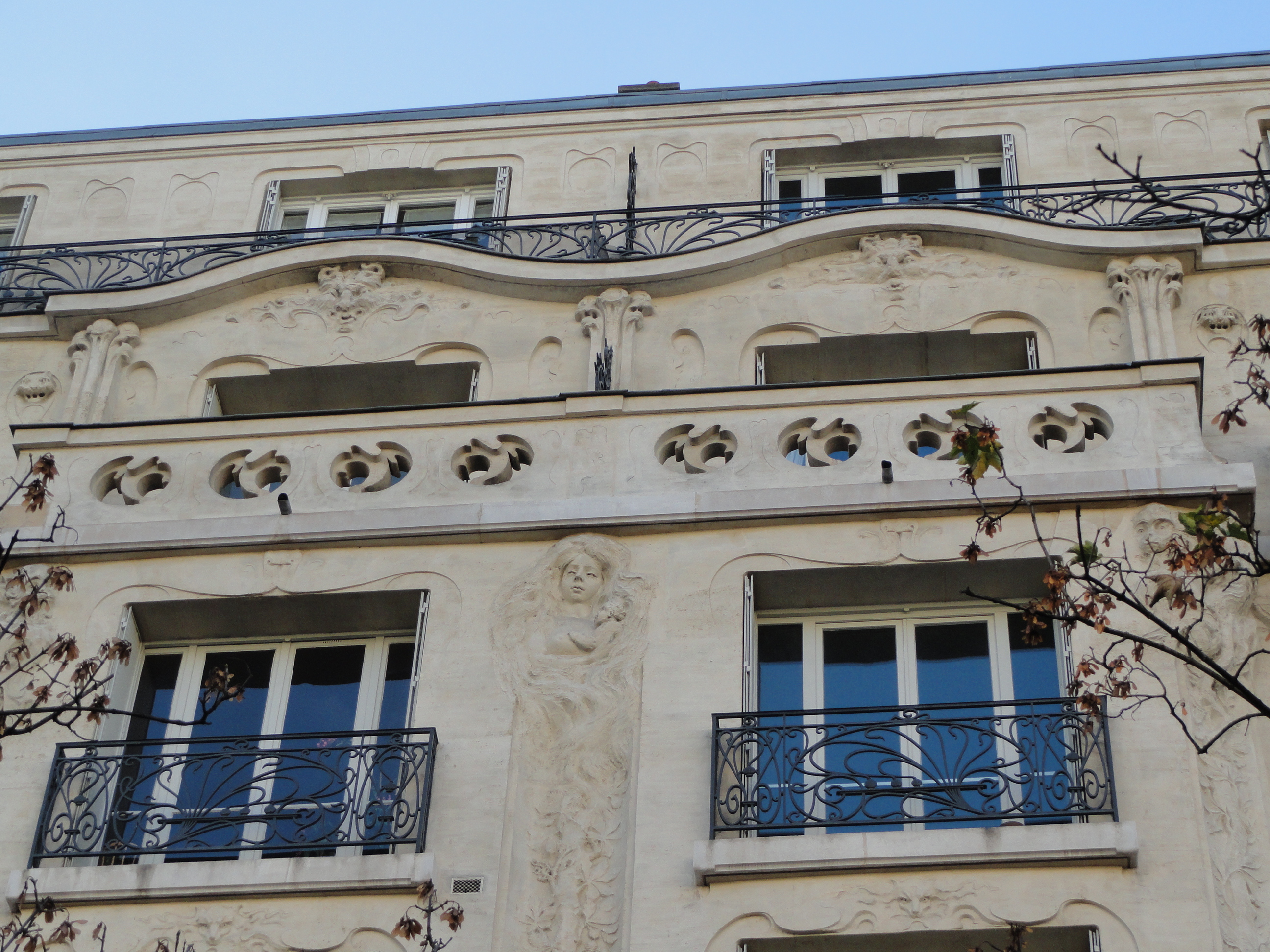
Détail de la partie haute de l'immeuble.
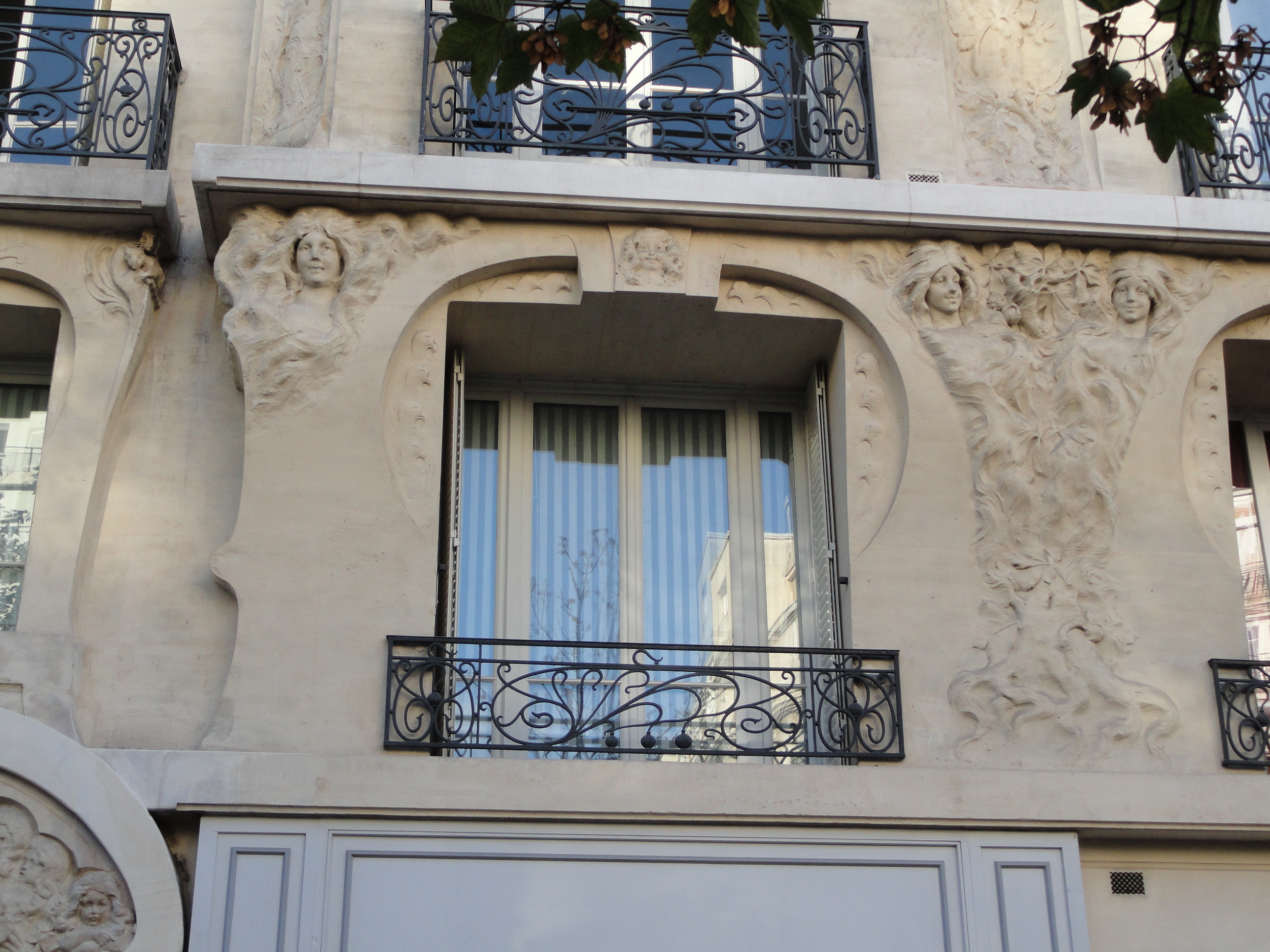
Détail des sculptures.
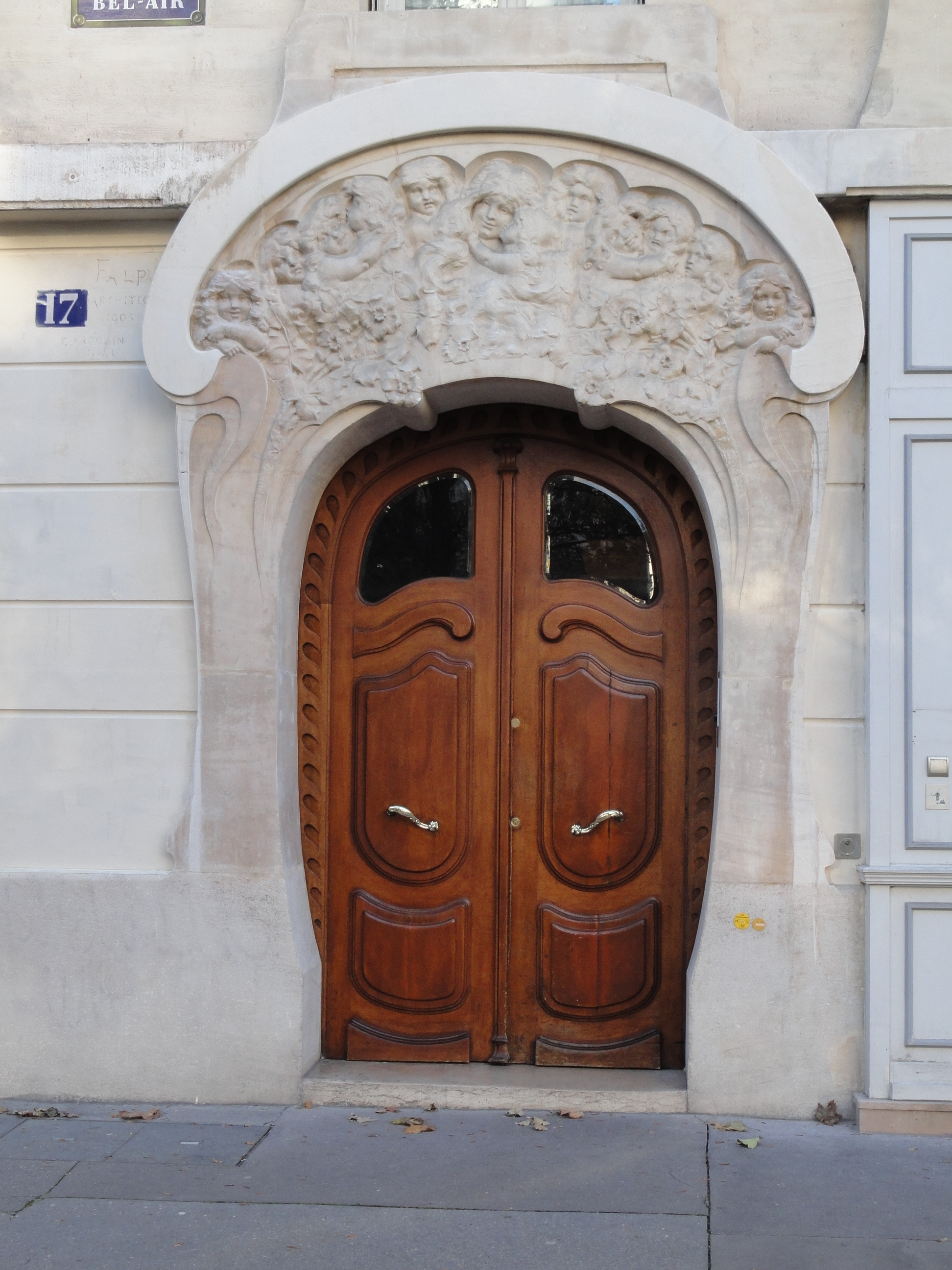
La porte de l'immeuble.

- Nos 27 et 29 : ces deux immeubles ont aussi été construits par Jean Falp, en 1905, en collaboration avec le sculpteur George Ardouin, mais sont beaucoup moins décorés que le no 17. On peut remarquer les belles sculptures de l'encadrement des portes.

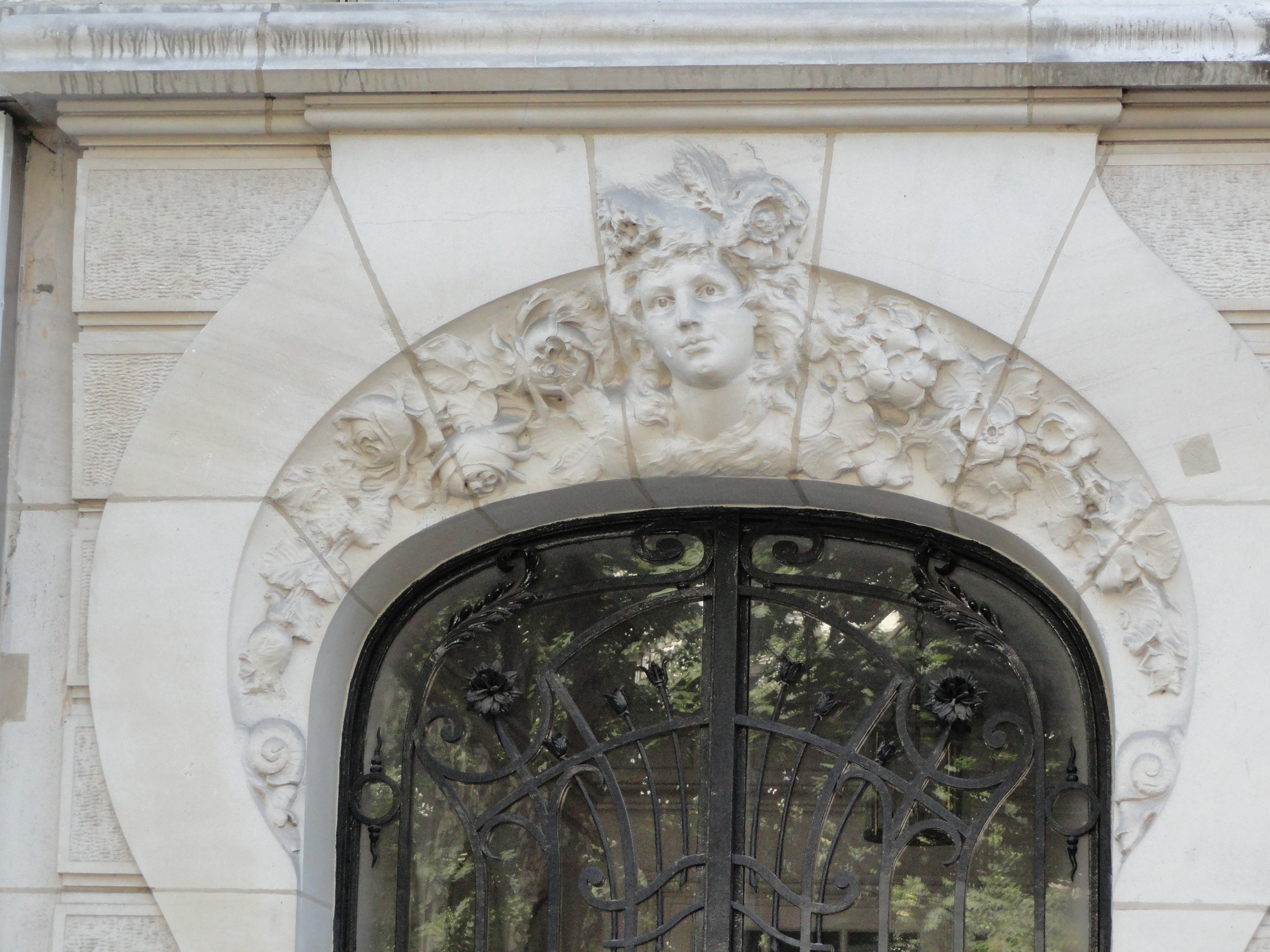
L'encadrement de la porte du no 27.
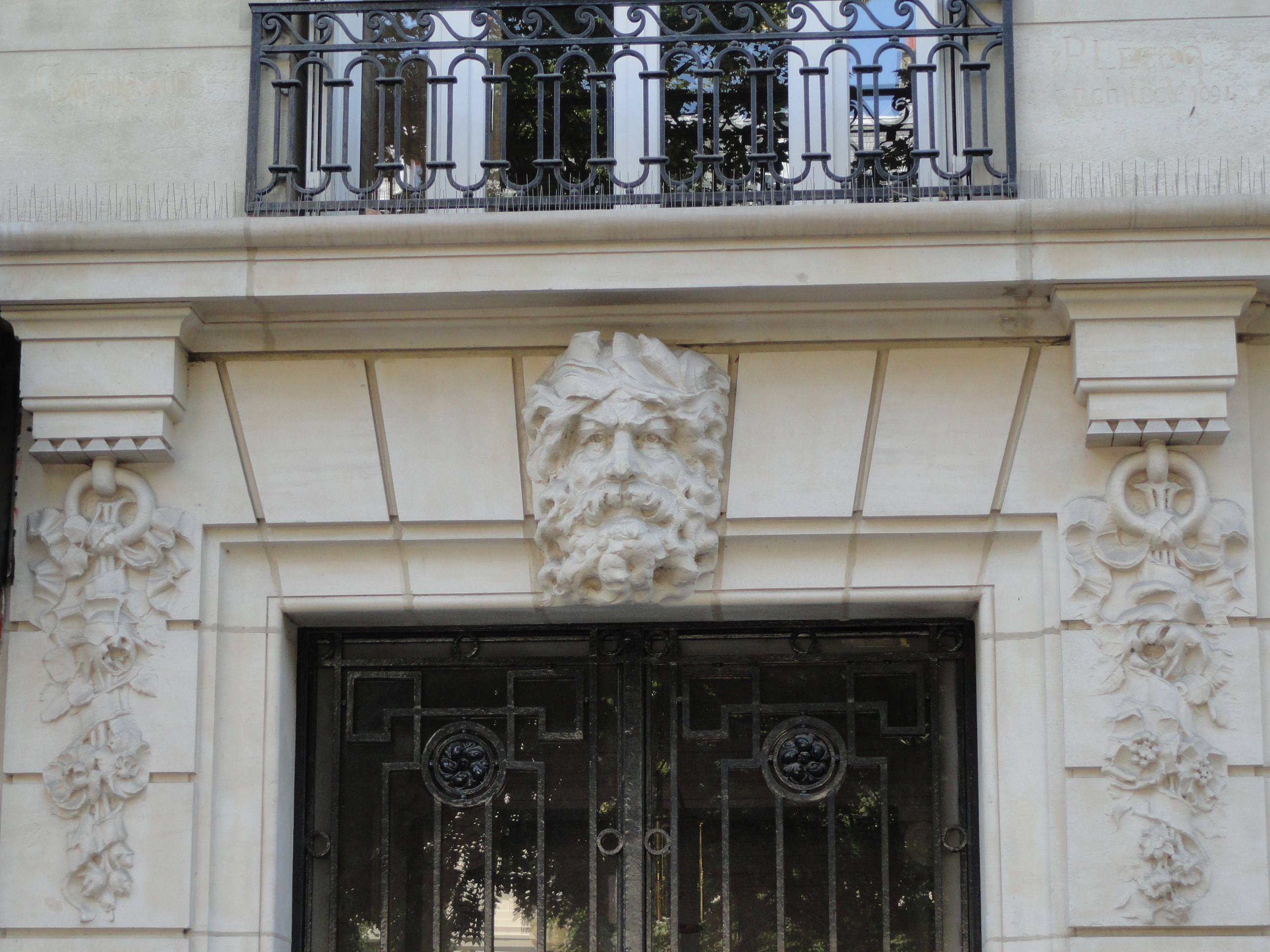
L'encadrement de la porte du no 29.
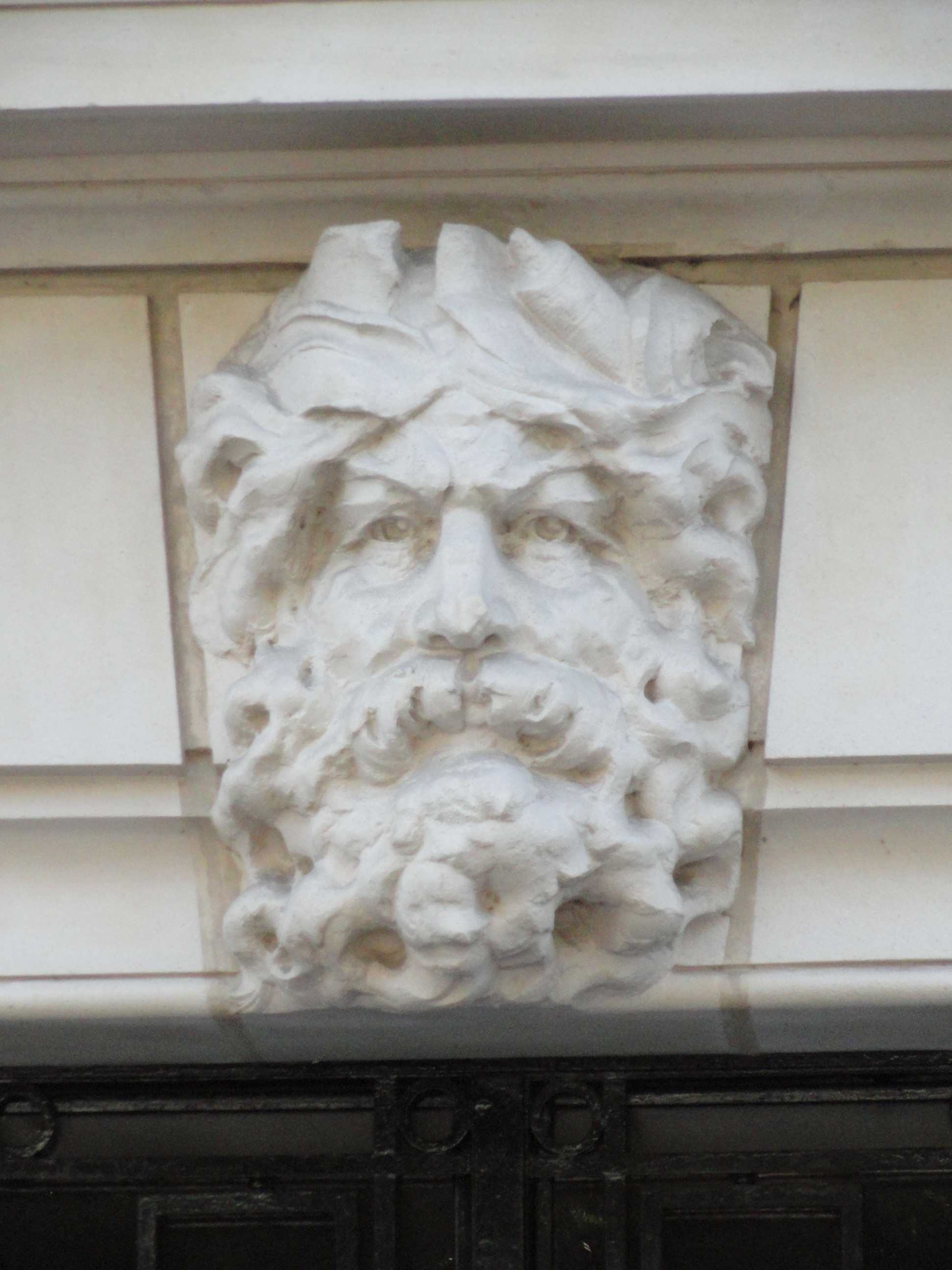
Le mascaron au-dessus de la porte du no 29.